# Tempestade geomagnética

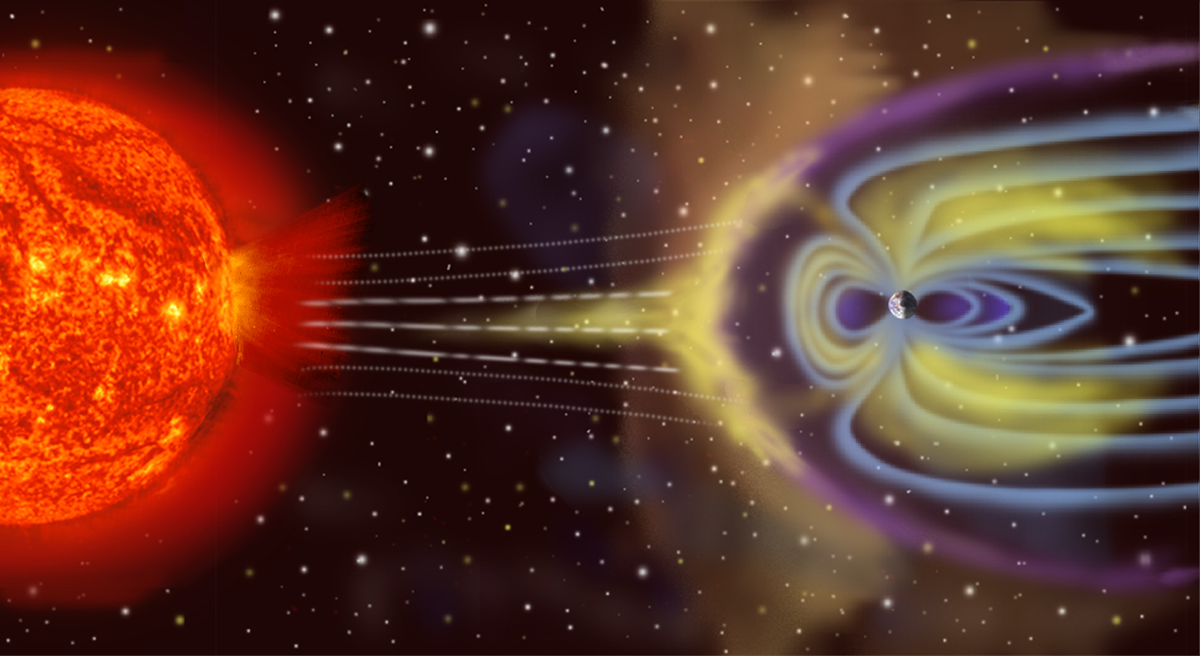
Representação artística de partículas de vento solar interagindo com a magnetosfera da Terra. Os tamanhos não estão em escala

Uma tempestade geomagnética, também conhecida como tempestade magnética, é uma perturbação temporária da magnetosfera da Terra causada por uma onda de choque do vento solar e/ou nuvem de campo magnético que interage com o campo magnético da Terra.
A perturbação que impulsiona a tempestade magnética pode ser uma ejeção de massa coronal solar (CME) ou (muito menos severamente) uma região de interação corrotante (CIR), um fluxo de vento solar de alta velocidade originário de um buraco coronal. A frequência das tempestades geomagnéticas aumenta e diminui com o ciclo das manchas solares. Durante o máximo solar, as tempestades geomagnéticas ocorrem com mais frequência, sendo a maioria impulsionada por CMEs.
O aumento da pressão do vento solar inicialmente comprime a magnetosfera. O campo magnético do vento solar interage com o campo magnético da Terra e transfere uma energia aumentada para a magnetosfera. Ambas as interações causam um aumento no movimento do plasma através da magnetosfera (impulsionado pelo aumento dos campos elétricos dentro da magnetosfera) e um aumento na corrente elétrica na magnetosfera e na ionosfera. Durante a fase principal de uma tempestade geomagnética, a corrente elétrica na magnetosfera cria uma força magnética que empurra a fronteira entre a magnetosfera e o vento solar.
Vários fenômenos do clima espacial tendem a estar associados ou são causados por uma tempestade geomagnética. Isso inclui eventos de partículas energéticas solares (SEP), correntes induzidas geomagneticamente (GIC), distúrbios ionosféricos que causam cintilação de rádio e radar, interrupção da navegação por bússola magnética e exibições de auroras em latitudes muito mais baixas do que o normal.
A maior tempestade geomagnética registrada, o Evento Carrington em setembro de 1859, derrubou partes da recém-criada rede telegráfica dos Estados Unidos, iniciando incêndios e eletrocutando operadores de telégrafo. Uma tempestade geomagnética de março de 1989, energizou correntes terrestres induzidas que interromperam a distribuição de energia elétrica na maior parte de Quebec, Canadá e causaram auroras até o sul do Texas, Estados Unidos. No dia 14/05/2025, uma tempestade solar extrema atingiu a Europa, isso também aconteceu no dia 22 de maio, que foi de X 12,7 e pôde ser sentida nos locais não afetados. Em 2025, haverá tempestades solares constantes entre X1-X15 em maio, mas especialmente em junho. Também vai agitar o clima Tempestades solares de intensidade variável são esperadas quase todos os dias.
Em 23 de maio de 2025, uma tempestade solar de magnitude X7 atingiu todo o continente americano e causou grandes interrupções na infraestrutura em apenas 2 horas. Tempestades solares dessa magnitude ou mais fortes também podem ser comuns no final de maio e junho.

## Definição
Uma tempestade geomagnética é definida por mudanças no índice Dst (perturbação – tempo de tempestade). O índice Dst estima a mudança média global do componente horizontal do campo magnético da Terra no equador magnético com base em medições de algumas estações de magnetômetro. Dst é calculado uma vez por hora e relatado quase em tempo real. Durante os períodos de silêncio, Dst está entre +20 e −20 nano-Tesla (nT).
Uma tempestade geomagnética tem três fases: inicial, principal e de recuperação. A fase inicial é caracterizada por Dst (ou seu componente de um minuto SYM-H) aumentando de 20 a 50 nT em dezenas de minutos. A fase inicial também é conhecida como início súbito de tempestade (SSC). No entanto, nem todas as tempestades geomagnéticas têm uma fase inicial e nem todos os aumentos repentinos em Dst ou SYM-H são seguidos por uma tempestade geomagnética. A fase principal de uma tempestade geomagnética é definida por Dst diminuindo para menos de −50 nT. A seleção de −50 nT para definir uma tempestade é um tanto arbitrária. O valor mínimo durante uma tempestade será entre −50 e aproximadamente −600 nT. A duração da fase principal é tipicamente de 2 a 8 horas. A fase de recuperação é quando Dst muda de seu valor mínimo para seu valor de tempo de silêncio. A fase de recuperação pode durar apenas 8 horas ou até 7 dias.

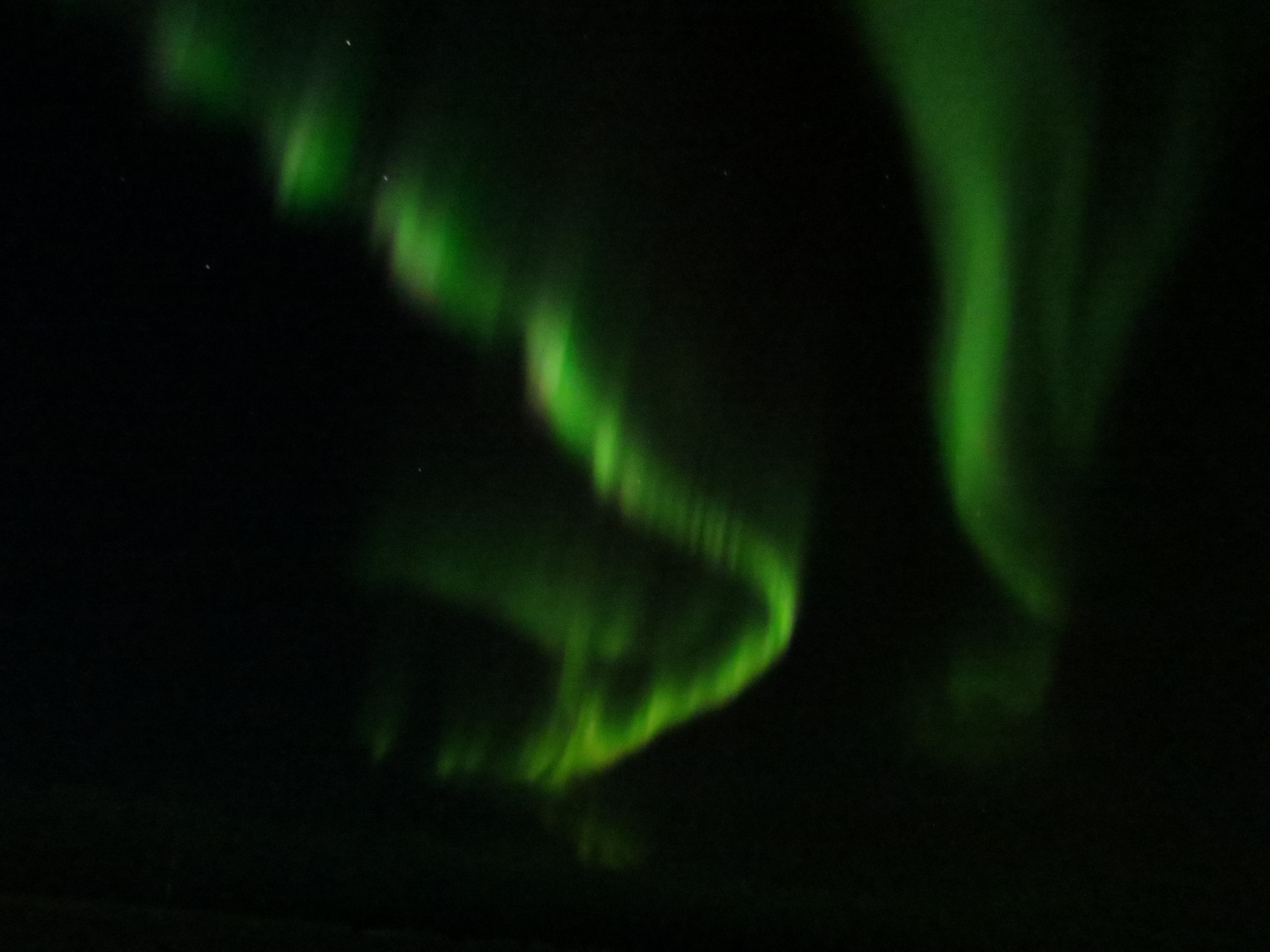
Aurora boreal

O tamanho de uma tempestade geomagnética é classificado como moderado (−50 nT > mínimo de Dst > −100 nT), intenso (−100 nT > mínimo Dst > −250 nT) ou supertempestade (mínimo de Dst < −250 nT).

## Medindo a intensidade
A intensidade da tempestade geomagnética é relatada de várias maneiras diferentes, incluindo:
- Índice-K
- Índice-A
- A escala G usada pela Administração Oceânica e Atmosférica Nacional dos Estados Unidos, que classifica a tempestade de G1 a G5 (ou seja, G1, G2, G3, G4, G5 em ordem), onde G1 é a classificação de tempestade mais fraca (correspondente a um valor Kp de 5), e G5 é o mais forte (correspondente a um valor de Kp de 9).[9]

## História da teoria
Em 1931, Sydney Chapman e Vincenzo C. A. Ferraro escreveram um artigo, A New Theory of Magnetic Storms (Uma Nova Teoria das Tempestades Magnéticas), que buscava explicar o fenômeno. Eles argumentaram que sempre que o Sol emite uma erupção solar, também emite uma nuvem de plasma, agora conhecida como ejeção de massa coronal. Eles postularam que esse plasma viaja a uma velocidade tal que atinge a Terra em 113 dias, embora agora saibamos que essa jornada leva de 1 a 5 dias. Eles escreveram que a nuvem então comprime o campo magnético da Terra e, assim, aumenta esse campo na superfície da Terra. O trabalho de Chapman e Ferraro baseou-se no de, entre outros, Kristian Birkeland, que usou tubos de raios catódicos recentemente descobertos para mostrar que os raios eram desviados para os polos de uma esfera magnética. Ele teorizou que um fenômeno semelhante era responsável pelas auroras, explicando por que elas são mais frequentes nas regiões polares.

## Ocorrências
A primeira observação científica dos efeitos de uma tempestade geomagnética ocorreu no início do século XIX: de maio de 1806 a junho de 1807, Alexander von Humboldt registrou o rumo de uma bússola magnética em Berlim, Reino da Prússia. Em 21 de dezembro de 1806, ele notou que sua bússola havia se tornado errática durante um brilhante evento de aurora.
De 1 a 2 de setembro de 1859, ocorreu a maior tempestade geomagnética registrada. De 28 de agosto até 2 de setembro de 1859, numerosas manchas solares e erupções solares foram observadas no Sol, com a maior erupção em 1 de setembro. Isso é conhecido como a tempestade solar de 1859 ou o evento Carrington. Pode-se presumir que uma enorme ejeção de massa coronal (CME) foi lançada do Sol e atingiu a Terra em dezoito horas, uma viagem que normalmente leva de três a quatro dias. O campo horizontal foi reduzido em 1600 nT conforme registrado pelo Observatório Colaba. Estima-se que Dst teria sido aproximadamente −1760 nT. Fios de telégrafo nos Estados Unidos e na Europa experimentaram aumentos de tensão induzidos (emf), em alguns casos até causando choques aos operadores de telégrafo e iniciando incêndios. As auroras foram observadas no extremo sul do Havaí, México, Cuba e Itália, fenômenos que geralmente são visíveis apenas nas regiões polares. Núcleos de gelo mostram evidências de que eventos de intensidade semelhante se repetem a uma taxa média de aproximadamente uma vez a cada 500 anos.
Desde 1859, ocorreram tempestades menos severas, notadamente a aurora de 17 de novembro de 1882 e a tempestade geomagnética de maio de 1921, ambas com interrupção do serviço telegráfico e início de incêndios, e 1960, quando foi relatada a interrupção generalizada do rádio.

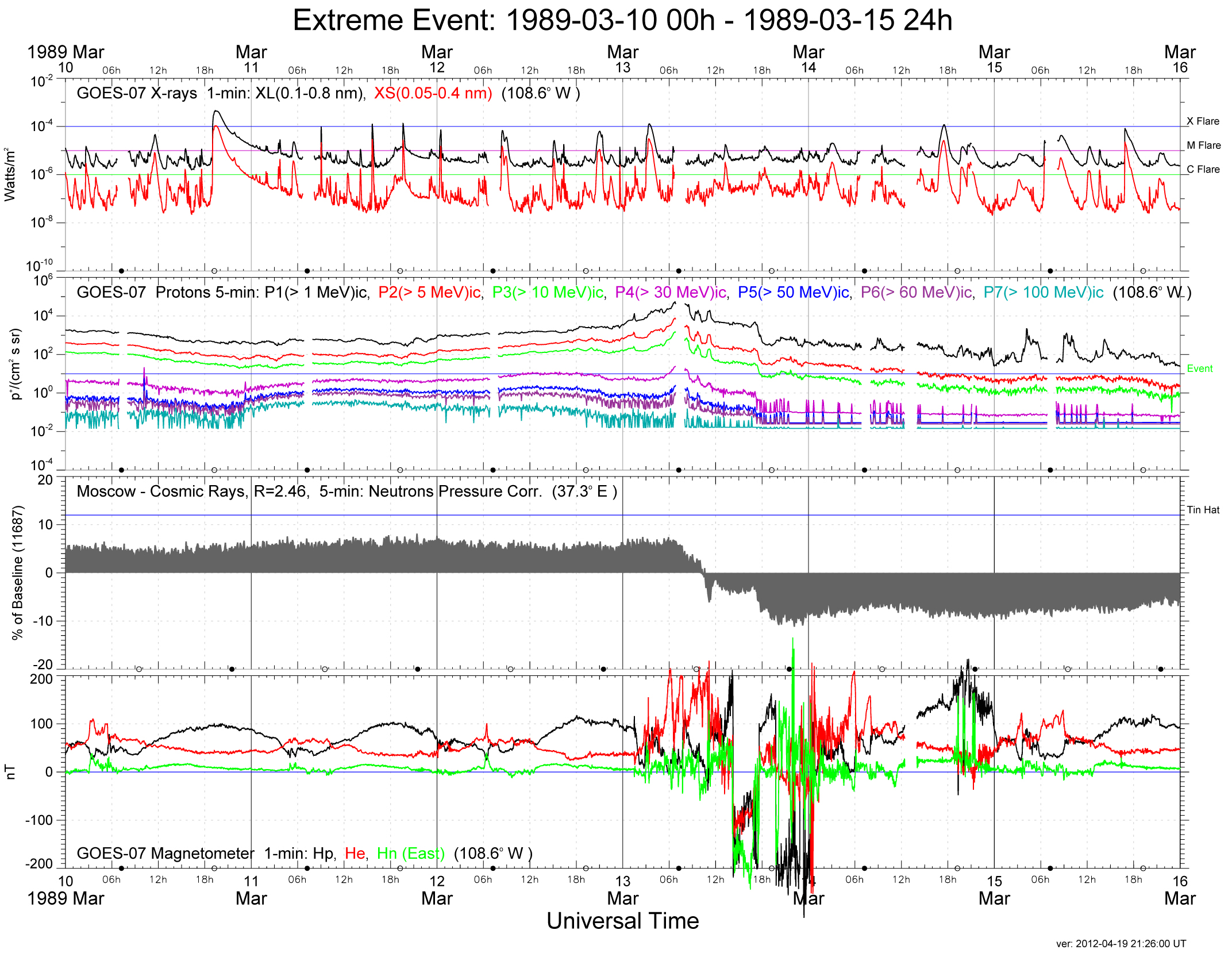
GOES-7 monitora as condições do clima espacial durante a Grande Tempestade Geomagnética de março de 1989, o monitor de nêutrons de Moscou, Rússia registrou a passagem de uma CME como uma queda nos níveis conhecida como redução de Forbush.

No início de agosto de 1972, uma série de erupções e tempestades solares atinge o pico com uma erupção estimada em torno de X20, produzindo o trânsito CME mais rápido já registrado e uma forte tempestade geomagnética e de prótons que interrompeu as redes elétricas e de comunicações terrestres, bem como satélites (pelo menos um feito permanentemente inoperante) e detonou espontaneamente numerosas minas marítimas de influência magnética da Marinha dos Estados Unidos no Vietnã do Norte.
A tempestade geomagnética de março de 1989 causou o colapso da rede elétrica Hydro-Québec em segundos, quando os relés de proteção do equipamento dispararam em uma sequência em cascata. 6 milhões de pessoas ficaram sem energia por 9 horas. A tempestade causou auroras tão ao sul quanto o Texas, Estados Unidos. A tempestade que causou este evento foi o resultado de uma massa coronal ejetada do Sol em 9 de março de 1989. O Dst mínimo foi de −589 nT.
Em 14 de julho de 2000, uma erupção da classe X5 (conhecida como o evento do Dia da Bastilha) e uma massa coronal foi lançada diretamente na Terra. Uma supertempestade geomagnética ocorreu de 15 a 17 de julho; o mínimo do índice Dst foi −301 nT. Apesar da força da tempestade, nenhuma falha na distribuição de energia foi relatada. O evento do Dia da Bastilha foi observado pelas Voyager 1 e Voyager 2, portanto, é o ponto mais distante do Sistema Solar em que uma tempestade solar foi observada.
17 grandes erupções irromperam no Sol entre 19 de outubro e 5 de novembro de 2003, incluindo talvez a erupção mais intensa já medida pelo sensor GOES XRS, uma enorme erupção X28, resultando em um blecaute extremo de rádio, em 4 de novembro. Essas erupções foram associadas a eventos CME que causaram três tempestades geomagnéticas entre 29 de outubro e 2 de novembro, durante as quais a segunda e a terceira tempestades foram iniciadas antes que o período anterior tivesse se recuperado totalmente. Os valores mínimos de Dst foram −151, −353 e −383 nT. Outra tempestade nesta sequência ocorreu de 4 a 5 de novembro com um Dst mínimo de −69 nT. A última tempestade geomagnética foi mais fraca do que as tempestades anteriores, porque a região ativa do Sol girou além do meridiano onde a porção central CME criada durante o evento de erupção passou para o lado da Terra. Toda a sequência ficou conhecida como a Tempestade Solar do Dia das Bruxas. O Wide Area Augmentation System (WAAS) operado pela Federal Aviation Administration (FAA) ficou offline por aproximadamente 30 horas devido à tempestade. O satélite japonês ADEOS-2 foi severamente danificado e a operação de muitos outros satélites foi interrompida devido à tempestade.

## Interações com processos planetários

Magnetosfera no ambiente espacial próximo da Terra

O vento solar também carrega consigo o campo magnético do Sol. Este campo terá uma orientação Norte ou Sul. Se o vento solar tiver rajadas energéticas, contraindo e expandindo a magnetosfera, ou se o vento solar assumir uma polarização para o sul, podem ser esperadas tempestades geomagnéticas. O campo para o sul causa a reconexão magnética da magnetopausa diurna, injetando rapidamente energia magnética e de partículas na magnetosfera da Terra.
Durante uma tempestade geomagnética, a camada F2 da ionosfera torna-se instável, fragmenta-se e pode até desaparecer. Nas regiões dos polos norte e sul da Terra, as auroras são observáveis.

## Instrumentos
Os magnetômetros monitoram a zona auroral, bem como a região equatorial. Dois tipos de radar, dispersão coerente e dispersão incoerente, são usados para sondar a ionosfera auroral. Ao refletir sinais de irregularidades ionosféricas, que se movem com as linhas de campo, pode-se rastrear seu movimento e inferir a convecção magnetosférica.
Os instrumentos de sonda espacial incluem:
- Magnetômetros, geralmente do tipo porta de fluxo. Normalmente, eles ficam no final das barreiras, para mantê-los longe da interferência magnética da sonda espacial e de seus circuitos elétricos.[25]
- Sensores elétricos nas extremidades de barreiras opostas são usados para medir diferenças de potencial entre pontos separados, para derivar campos elétricos associados à convecção. O método funciona melhor em altas densidades de plasma em órbita baixa da Terra; longe da Terra, são necessários longos booms, para evitar a blindagem de forças elétricas.
- As sirenes de rádio do solo podem refletir ondas de rádio de frequência variável da ionosfera e, ao cronometrar seu retorno, determinar o perfil de densidade de elétrons, até seu pico, além do qual as ondas de rádio não retornam mais. Sondadores de rádio em órbita baixa da Terra a bordo do Canadian Alouette 1 (1962) e Alouette 2 (1965), irradiaram ondas de rádio em direção à Terra e observaram o perfil de densidade de elétrons da "ionosfera superior". Outros métodos de sondagem de rádio também foram tentados na ionosfera (por exemplo, no IMAGE).
- Os detectores de partículas incluem um contador Geiger, como foi usado para as observações originais do cinturão de radiação de Van Allen. Os detectores de cintiladores vieram mais tarde, e ainda mais tarde os multiplicadores de elétrons "channeltron" encontraram uso particularmente amplo. Para derivar carga e composição de massa, bem como energias, uma variedade de projetos de espectrógrafo de massa foram usados. Para energias de até cerca de 50 keV (que constituem a maior parte do plasma magnetosférico), os espectrômetros de tempo de voo (por exemplo, design "top-hat") são amplamente utilizados.

Os computadores tornaram possível reunir décadas de observações magnéticas isoladas e extrair padrões médios de correntes elétricas e respostas médias a variações interplanetárias. Eles também executam simulações da magnetosfera global e suas respostas, resolvendo as equações da magnetoidrodinâmica (MHD) em uma grade numérica. Extensões apropriadas devem ser adicionadas para cobrir a magnetosfera interna, onde desvios magnéticos e condução ionosférica precisam ser levados em consideração. Nas regiões polares, diretamente ligadas ao vento solar, anomalias ionosféricas de grande escala podem ser modeladas com sucesso, mesmo durante supertempestades geomagnéticas. Em escalas menores (comparáveis a um grau de latitude/longitude), os resultados são difíceis de interpretar, e certas suposições sobre a incerteza do forçamento de alta latitude são necessárias.

## Efeitos da tempestade geomagnética

### Disrupção de sistemas elétricos
Tem sido sugerido que uma tempestade geomagnética na escala da tempestade solar de 1859 hoje causaria bilhões ou até trilhões de dólares em danos a satélites, redes elétricas e comunicações de rádio, e poderia causar apagões elétricos em uma escala massiva que pode não ser reparado por semanas, meses ou mesmo anos. Esses apagões elétricos repentinos podem ameaçar a produção de alimentos.

### Rede elétrica principal
Quando os campos magnéticos se movem nas proximidades de um condutor, como um fio, uma corrente induzida geomagneticamente é produzida no condutor. Isso acontece em grande escala durante as tempestades geomagnéticas (o mesmo mecanismo também influenciou as linhas telefônicas e telégrafas antes da fibra ótica, veja acima) em todas as longas linhas de transmissão. Notavelmente, isso inclui principalmente operadoras na China, América do Norte e Austrália, especialmente em linhas modernas de alta tensão e baixa resistência. A rede europeia consiste principalmente em circuitos de transmissão mais curtos, menos vulneráveis a danos.
As correntes (quase diretas) induzidas nessas linhas por tempestades geomagnéticas são prejudiciais aos equipamentos de transmissão elétrica, especialmente transformadores, induzindo a saturação do núcleo, restringindo seu desempenho (além de acionar vários dispositivos de segurança) e causando o aquecimento de bobinas e núcleos. Em casos extremos, esse calor pode incapacitá-los ou destruí-los, induzindo até mesmo uma reação em cadeia que pode sobrecarregar os transformadores. A maioria dos geradores é conectada à rede por meio de transformadores, isolando-os das correntes induzidas na rede, tornando-os muito menos suscetíveis a danos devido à corrente induzida geomagneticamente. No entanto, um transformador submetido a isso atuará como uma carga desbalanceada para o gerador, causando corrente de sequência negativa no estator e consequentemente aquecimento do rotor.
Segundo um estudo da corporação Metatech, uma tempestade com força comparável à de 1921 destruiria mais de 300 transformadores e deixaria mais de 130 milhões de pessoas sem energia elétrica nos Estados Unidos, custando vários trilhões de dólares. A extensão da interrupção é debatida, com alguns depoimentos no Congresso indicando uma interrupção potencialmente indefinida até que os transformadores possam ser substituídos ou consertados. Essas previsões são contrariadas por um relatório da North American Electric Reliability Corporation que conclui que uma tempestade geomagnética causaria instabilidade temporária na rede, mas nenhuma destruição generalizada de transformadores de alta tensão. O relatório aponta que o amplamente citado colapso da rede da Hydro-Québec não foi causado pelo superaquecimento dos transformadores, mas pelo disparo quase simultâneo de sete relés.
Além dos transformadores serem vulneráveis aos efeitos de uma tempestade geomagnética, as empresas de eletricidade também podem ser afetadas indiretamente pela tempestade geomagnética. Por exemplo, provedores de serviços de internet podem cair durante tempestades geomagnéticas (e/ou permanecer inoperantes por muito tempo depois). As empresas de eletricidade podem ter equipamentos que requerem uma conexão de internet ativa para funcionar, portanto, durante o período em que o provedor de serviços de internet estiver inoperante, a eletricidade também pode não ser distribuída.
Ao receber alertas e avisos de tempestades geomagnéticas (por exemplo, pelo Space Weather Prediction Center; via satélites do Clima Espacial como SOHO ou ACE), as empresas de energia podem minimizar os danos aos equipamentos de transmissão de energia, desconectando transformadores momentaneamente ou induzindo apagões temporários. Também existem medidas preventivas, incluindo a prevenção da entrada de corrente induzida geomagneticamente na rede através da conexão neutro-terra.

### Comunicações
Sistemas de comunicação de alta frequência (3 a 30 MHz) usam a ionosfera para refletir sinais de rádio em longas distâncias. Tempestades ionosféricas podem afetar a comunicação de rádio em todas as latitudes. Algumas frequências são absorvidas e outras são refletidas, levando a sinais de rápida flutuação e caminhos de propagação inesperados. Estações de TV e rádio comercial são pouco afetadas pela atividade solar, mas terra-ar, navio-terra, transmissão de ondas curtas e rádio amador (principalmente as bandas abaixo de 30 MHz) são frequentemente interrompidas. Os operadores de rádio que usam bandas de HF contam com alertas solares e geomagnéticos para manter seus circuitos de comunicação funcionando.
Detecção militar ou sistemas de alerta precoce operando na faixa de alta frequência também são afetados pela atividade solar. O radar over-the-horizon reflete sinais da ionosfera para monitorar o lançamento de aviões e mísseis de longas distâncias. Durante tempestades geomagnéticas, este sistema pode ser severamente prejudicado pela interferência de rádio. Além disso, alguns sistemas de detecção de submarinos usam as assinaturas magnéticas dos submarinos como uma entrada para seus esquemas de localização. As tempestades geomagnéticas podem mascarar e distorcer esses sinais.
A Federal Aviation Administration (FAA) recebe rotineiramente alertas de rajadas de rádio solar para que possam reconhecer problemas de comunicação e evitar manutenção desnecessária. Quando um avião e uma estação terrestre estão alinhadas com o Sol, altos níveis de ruído podem ocorrer nas frequências de rádio de controle aéreo. Isso também pode acontecer em comunicações via satélite UHF e SHF, quando uma estação terrestre, um satélite e o Sol estão alinhados. A fim de evitar manutenção desnecessária nos sistemas de comunicação por satélite a bordo de aviões, o AirSatOne fornece um feed ao vivo para eventos geofísicos do Space Weather Prediction Center da NOAA. Permite aos usuários visualizar tempestades espaciais observadas e previstas. Os alertas geofísicos são importantes para as tripulações de voo e pessoal de manutenção para determinar se alguma atividade futura ou histórico tem ou terá efeito nas comunicações por satélite, navegação GPS e comunicações HF.
As linhas telegráficas no passado foram afetadas por tempestades geomagnéticas. Os telégrafos usavam um único fio longo para a linha de dados, estendendo-se por muitos quilômetros, usando o solo como fio de retorno e alimentado com energia de corrente contínua de uma bateria; isso os tornou (juntamente com as linhas de energia mencionadas abaixo) suscetíveis a serem influenciados pelas flutuações causadas pela corrente de anel. A tensão/corrente induzida pela tempestade geomagnética pode ter diminuído o sinal, quando subtraída da polaridade da bateria, ou para sinais excessivamente fortes e espúrios quando adicionada a ela; alguns operadores aprenderam a desconectar a bateria e confiar na corrente induzida como fonte de energia. Em casos extremos, a corrente induzida era tão alta que as bobinas do lado receptor explodiam em chamas ou os operadores recebiam choques elétricos. As tempestades geomagnéticas também afetam as linhas telefônicas de longa distância, incluindo cabos submarinos, a menos que sejam de fibra ótica.
Danos aos satélites de comunicação podem interromper ligações não terrestres de telefone, televisão, rádio e internet. A Academia Nacional de Ciências dos Estados Unidos informou em 2008 sobre possíveis cenários de interrupção generalizada no pico solar de 2012-2013. Uma supertempestade solar pode causar interrupções globais em larga escala de internet que duram meses. Um estudo descreve possíveis medidas de mitigação e exceções, como malha de redes alimentadas pelo usuário, aplicativos peer-to-peer relacionados e novos protocolos, e analisa a robustez da atual infraestrutura da internet.

### Sistemas de navegação
O Sistema Global de Navegação por Satélite (GNSS) e outros sistemas de navegação, como o LORAN e o agora extinto OMEGA, são afetados adversamente quando a atividade solar interrompe a propagação do sinal. O sistema OMEGA consistia em 8 transmissores localizados em todo o mundo. Aviões e navios usavam os sinais de frequência muito baixa desses transmissores para determinar suas posições. Durante eventos solares e tempestades geomagnéticas, o sistema fornecia aos navegadores informações imprecisas de até vários quilômetros. Se os navegadores tivessem sido alertados de que um evento de prótons ou tempestade geomagnética estava em andamento, eles poderiam ter mudado para um sistema de backup.
Os sinais GNSS são afetados quando a atividade solar causa variações repentinas na densidade da ionosfera, fazendo com que os sinais do satélite cintilem (como uma estrela cintilante). A cintilação de sinais de satélite durante distúrbios ionosféricos é estudada no HAARP durante experimentos de modificação ionosférica. Também foi estudado no Observatório de Rádio Jicamarca.
Uma tecnologia usada para permitir que os receptores GPS continuem a operar na presença de alguns sinais confusos é o Monitoramento de Integridade Autônoma do Receptor (RAIM). No entanto, o RAIM é baseado na suposição de que a maioria da constelação GPS está operando corretamente e, portanto, é muito menos útil quando toda a constelação é perturbada por influências globais, como tempestades geomagnéticas. Mesmo que o RAIM detecte uma perda de integridade nesses casos, pode não ser capaz de fornecer um sinal útil e confiável.

### Danos ao hardware de satélites
As tempestades geomagnéticas e o aumento da emissão ultravioleta solar aquecem a atmosfera superior da Terra, fazendo com que ela se expanda. O ar aquecido sobe e a densidade na órbita dos satélites até cerca de 1.000 km aumenta significativamente. Isso resulta em maior arrasto, fazendo com que os satélites desacelerem e mudem ligeiramente de órbita. Os satélites de órbita baixa da Terra que não são impulsionados repetidamente para órbitas mais altas caem lentamente e eventualmente queimam. A destruição do Skylab em 1979 é um exemplo de uma espaçonave reentrando prematuramente na atmosfera da Terra como resultado de uma atividade solar maior do que o esperado. Durante a grande tempestade geomagnética de março de 1989, quatro dos satélites de navegação da Marinha dos Estados Unidos tiveram que ser retirados de serviço por até uma semana, o Comando de Operações Espaciais dos Estados Unidos teve que postar novos elementos orbitais para mais de 1.000 objetos afetados e o satélite Solar Maximum Mission caiu de órbita em dezembro do mesmo ano.
A vulnerabilidade dos satélites também depende de sua posição. A Anomalia do Atlântico Sul é um lugar perigoso para a passagem de um satélite, devido ao campo geomagnético excepcionalmente fraco na órbita baixa da Terra.

### Transportes tubulares
Campos geomagnéticos de rápida flutuação podem produzir correntes induzidas geomagneticamente em transportes tubulares. Isso pode causar vários problemas para os engenheiros de dutos. Os medidores de fluxo de dutos podem transmitir informações de fluxo errôneas e a taxa de corrosão do duto pode aumentar drasticamente.

### Perigos da radiação para os seres humanos
A atmosfera e a magnetosfera da Terra permitem proteção adequada ao nível do solo, mas os astronautas estão sujeitos a envenenamento por radiação potencialmente letal. A penetração de partículas de alta energia nas células vivas pode causar danos aos cromossomos, câncer e outros problemas de saúde. Grandes doses podem ser imediatamente fatais. Prótons solares com energias superiores a 30 MeV são particularmente perigosos.
Eventos de prótons solares também podem produzir radiação elevada a bordo de aviões voando em grandes altitudes. Embora esses riscos sejam pequenos, as tripulações de voo podem ser expostas repetidamente, e o monitoramento de eventos de prótons solares por instrumentação de satélite permite que a exposição seja monitorada e avaliada e, eventualmente, rotas de voo e altitudes sejam ajustadas para diminuir a dose absorvida.
Os aprimoramentos no nível do solo, também conhecidos como eventos no nível do solo ou GLEs, ocorrem quando um evento de partícula solar contém partículas com energia suficiente para ter efeitos no nível do solo, detectados principalmente como um aumento no número de nêutrons medidos no nível do solo. Foi demonstrado que esses eventos têm impacto na dosagem de radiação, mas não aumentam significativamente o risco de câncer.

### Efeito em animais
Existe um corpo grande, mas controverso, de literatura científica sobre as conexões entre tempestades geomagnéticas e saúde humana. Isso começou com jornais russos e o assunto foi posteriormente estudado por cientistas ocidentais. As teorias para a causa incluem o envolvimento do criptocromo, da melatonina, da glândula pineal e do ritmo circadiano.
Alguns cientistas sugerem que as tempestades solares induzem as baleias a encalhar. Alguns especularam que os animais migratórios que usam a magnetorrecepção para navegar, como pássaros e abelhas, também podem ser afetados.